# Президентские выборы в Эквадоре (1924)
Президентские выборы в Эквадоре проходили в 1924 году. В результате победу одержал Гонсало Сегундо Кордова-и-Ривера, получивший 93 % голосов.

## Предвыборная обстановка
Эти выборы проводились во времена плутократии, когда банковская, агроэкспортная и торговая буржуазия побережья страны взяла под свой контроль Эквадор. Как и на предыдущих выборах, Banco Agrícola y Comercial влиял на выборы, но политическая структура страны находилась в кризисе из-за массовых протестов, сдерживавшихся силой в течение предыдущего периода, что потребовало дальнейших манипуляций на выборах. Кроме этого, плутократический сектор побережья, контролировавший власть, счёл необходимым поддержать кандидата вне своего круга, чтобы успокоить растущее неприятие, особенно в высокогорных районах страны, поэтому ими был поддержан Гонсало Кордова из Куэнки.

## Избирательная кампания
Кандидатами были Гонсало Кордова, поддержанный умеренной правящей фракцией, Хуан М. Лассо, поддерживаемый социалистами, и Федерико Интриаго, который вступил в борьбу против Кордовы без всякого шанса на успех, так как выборы были фальсифицированными также, как и во времена либеральных правительств. Гонсало Кордова одержал победу, набрав 173 773 голоса. Хуан М. Лассо получил 9 175 голосов, Федерико Интриаго получил 3 454 голоса. Гонсало Кордова вступил в должность 1 сентября 1924 года.

## Результаты
| Кандидат                         | Голоса  | %    |
| -------------------------------- | ------- | ---- |
| Гонсало Сегундо Кордова-и-Ривера | 173 773 | 93,2 |
| Хуан Лассо                       | 9 175   | 4,9  |
| Федерико Интриаго                | 3 454   | 1,8  |
| Прочие                           | 136     | 0,1  |
| Всего                            | 186 538 | 100  |
| Источник: Nohlen                 |         |      |